# Federación de Fútbol de Montenegro
La Federación de Fútbol de Montenegro (en serbio: Fudbalski savez Crne Gore; Фудбалски савез Црне Горе) es el organismo rector del fútbol en Montenegro, con sede en Podgorica.
Se encarga de la organización de la liga nacional de fútbol, así como los partidos de la Selección de fútbol de Montenegro en sus distintas categorías. El patrocinador oficial es Meridian.

## Historia
El precedente de la Asociación de Fútbol de Montenegro fue la Subasociación de Fútbol de Cetiña, fundada el 8 de marzo de 1931 como una de las 11 federaciones territoriales que por entonces integraban la Federación de Fútbol de Yugoslavia, que en 2003 se reconvirtió en Federación de Fútbol de Serbia y Montenegro.
Siguiendo a la declaración de independencia de Montenegro el 3 de junio de 2006, el 28 de junio de 2006 la  Federación de Fútbol de Serbia y Montenegro (FSSCG) fue disuelta, y la Federación de fútbol de Montenegro se convirtió en un organismo independiente. El exfutbolista Dejan Savićević fue elegido como nuevo presidente de la Federación.
El 30 de junio, solicitó su adhesión a los organismos futbolísticos internacionales. El Comité Ejecutivo de la UEFA aprobó el ingreso de Montenegro como miembro provisional, el 5 de octubre de 2006, y el día 26 de enero de 2007 obtuvo la admisión de pleno derecho. El 31 de mayo de 2007, el Congreso Ejecutivo de la FIFA aceptó la Federación de Montenegro como su 208.º afiliado.
La temporada 2006/07 la FSGC puso en marcha la primera edición de la copa (Kupa Crne Gore) y la liga de Montenegro (Prva crnogorska fudbalska liga) formada por doce equipos. La temporada 2007/08 los clubes montenegrinos participarán por primera vez en competiciones europeas en representación de su país.
En enero de 2007 el presidente de la FSGC, Dejan Savićević, anunció que el organismo había elegido los colores rojo y oro de la bandera de Montenegro para el uniforme de la selección nacional. Pocos días después, se hizo pública la contratación de Zoran Filipović como primer seleccionador del país. Finalmente, el debut del combinado nacional se projudo el 24 de marzo de 2007 en Podgorica, en un encuentro amistoso con victoria local por 2-1.